# Верхньо-Ольхова
Верхньо-Ольхова, Верхньовільхова (рос. Речка Верне Ольховая; Верхне Ольховая) — річка в Україні у Станично-Луганському районі Луганської області. Ліва притока річки Сіверського Дінця (басейн Азовського моря).

## Опис
Довжина річки 19 км, похил річки 5,0 м/км, площа басейну водозбору 136 км². Найкоротша відстань між витоком і гирлом — 16,72 км, коефіцієнт звивистості річки — 1,14. Формується декількома притоками та загатами.

## Розташування
Бере початок на південно-західній околиці села Степове. Тече переважно на південний захід через села Верхня Вільхова, Пшеничне, Макарове і на південно-східній околиці селища Станиця Луганська впадає у Сіверський Донець.

## Цікаві факти
- На лівому березі річки пролягає автошлях Р22[3] (автомобільний шлях регіонального значення на території України. Проходить територією Луганської області через Красну Талівку — Станицю Луганську — Луганськ. Загальна довжина — 55,9 км.).